# John Edward Lloyd
Sir John Edward Lloyd (n. 5 mai 1861, Liverpool, Anglia, Regatul Unit al Marii Britanii și Irlandei – d. 20 iunie 1947, Bangor⁠(d), Țara Galilor, Regatul Unit) a fost un mare istoric galez, cunoscut pentru scrierile sale despre istoria Țării Galilor.